# روز زمین

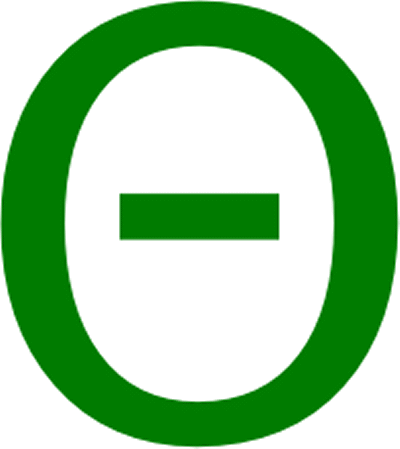
نماد رسمی روز زمین

روز زمین، روزی برای افزایش آگاهی و قدردانی نسبت به محیط زیست کرهٔ زمین است. این روز دو بار در سال، یک بار در طول فصل بهار در نیمکره شمالی (۲۲ آوریل) و در طول فصل پاییز در نیمکره جنوبی (که فصل بهار آن نیمکره محسوب می‌شود) برگزار می‌شود. روز زمین پاک در ۲ اردیبهشت و فردای آن روز ۳ اردیبهشت روز جهانی کره زمین است.
سازمان ملل متحد نیز هر سال در اعتدال بهاری، این روز را جشن می‌گیرد. این رسمی بود که توسط فعال صلح یعنی جان مک‌کانل در سال ۱۹۶۹ در اجلاس یونسکو معرفی شد و توسط سناتور آمریکایی گیلورد نلسون به عنوان یک جلسهٔ آموزشی در مورد محیط زیست بنیان گذاشته شد. در خیلی از کشورها روز ۲۲ آوریل هم‌زمان با ۲اردیبهشت روز زمین است و جوامع بسیاری نیز هفتهٔ زمین را با آغاز روز زمین جشن می‌گیرند و تمام هفته را به فعالیت‌های زیست‌محیطی اختصاص می‌دهند.
در ادامه، نلسون به پاس تلاش‌هایش، مدال آزادی ریاست جمهوری را دریافت کرد. نخستین روز زمین عمدتاً در ایالات متحده برگزار شد. اما در سال ۱۹۹۰، دنیس هایز که هماهنگ‌کننده ملی در سال ۱۹۷۰ بود، این رویداد را جهانی کرد و مراسم‌هایی را در ۱۴۱ کشور سازمان‌دهی نمود.
در روز زمین سال ۲۰۱۶، توافق‌نامه تاریخی پاریس توسط ایالات متحده، بریتانیا، چین و ۱۲۰ کشور دیگر امضا شد. این امضا یکی از الزامات اصلی برای اجرایی شدن پیش‌نویس تاریخی معاهده مقابله با تغییرات اقلیمی بود که در سال ۲۰۱۵، در کنفرانس تغییرات اقلیمی سازمان ملل در پاریس، با اجماع ۱۹۵ کشور پذیرفته شده بود.

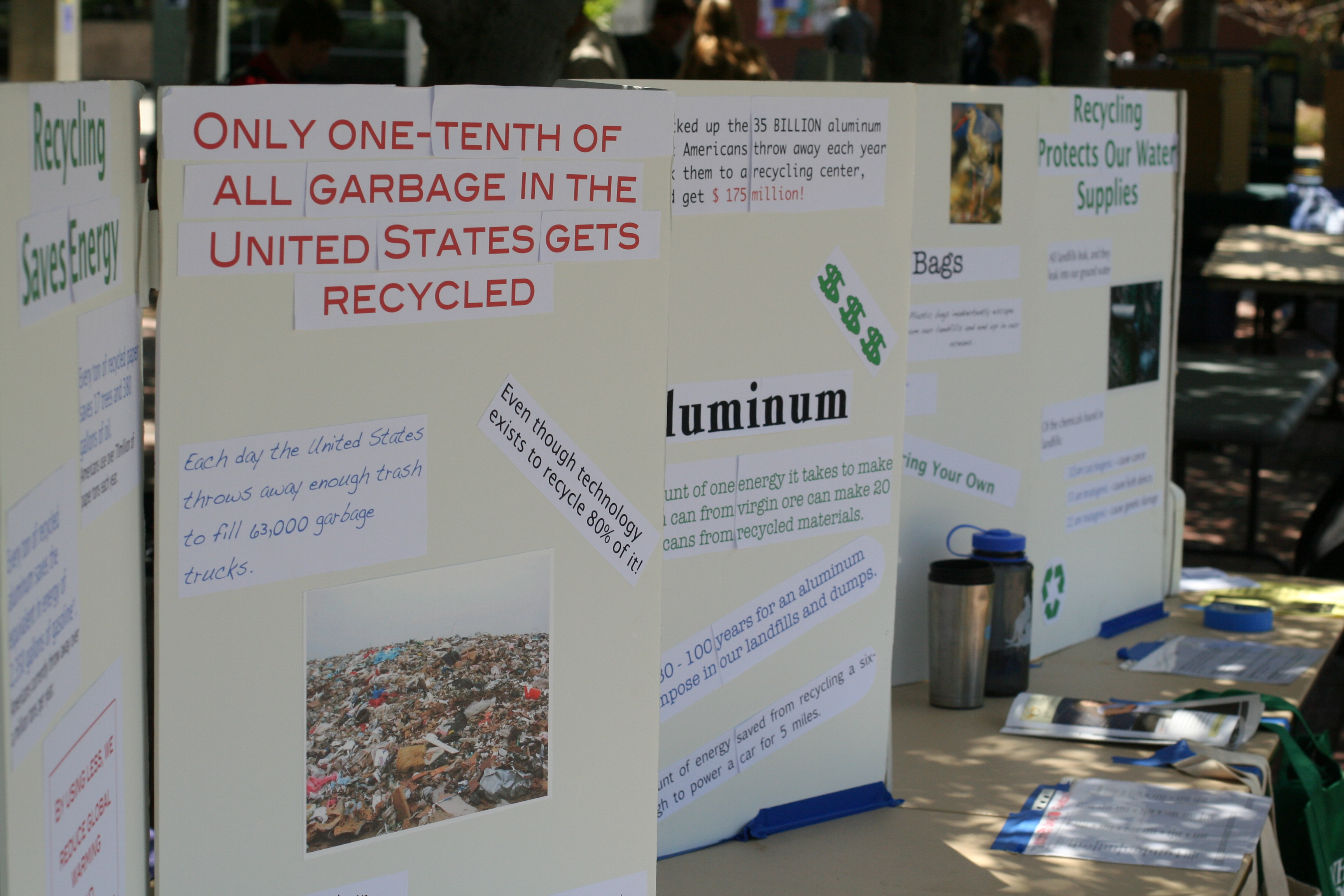
روز زمین در کالیفرنیا

## ۱۹۶۹

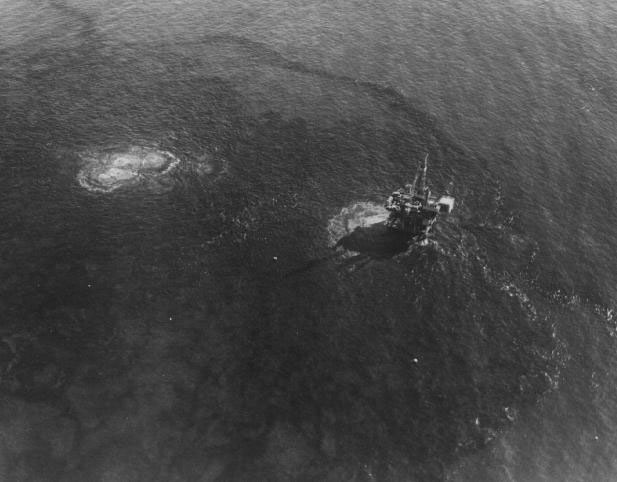
ضایعهٔ نشت نفت سانتا باربارا در کانال سانتا کالیفورنیا

ضایعهٔ نشت نفت سانتا باربارا در کانال سانتا باربارا انگیزه‌ای برای توجه بیشتر به دشواری‌های محیط زیست بود.
در سال ۱۹۶۹، در یک کنفرانس یونسکو در سانفرانسیسکو، فعال صلح، جان مک‌کانل، روزی را برای بزرگداشت زمین و مفهوم صلح پیشنهاد داد که نخستین‌بار قرار بود در ۲۱ مارس ۱۹۷۰، یعنی نخستین روز بهار در نیم‌کره شمالی، برگزار شود. این روز که نماد تعادل طبیعت بود، بعدها در قالب بیانیه‌ای که توسط مک‌کانل نوشته و توسط دبیرکل وقت سازمان ملل، او تان، امضا شد، رسمیت یافت.

## ۱۹۷۰
یک ماه بعد، سناتور آمریکایی، گیلورد نلسون، پیشنهاد برگزاری یک نشست آموزشی سراسری در زمینه محیط زیست را برای ۲۲ آوریل ۱۹۷۰ مطرح کرد و یک فعال جوان به نام دنیس هایز را به‌عنوان هماهنگ‌کننده ملی استخدام کرد. نام «روز زمین» توسط نویسنده تبلیغاتی، جولیان کوئینگ، ابداع شد. دنیس و تیمش این رویداد را فراتر از ایده اولیه‌ی یک نشست آموزشی گسترش دادند و آن را در سراسر ایالات متحده برگزار کردند. شرکای مهمی که تمرکز اصلی‌شان محیط زیست نبود، نقش بزرگی در این موفقیت داشتند. به عنوان مثال، تحت رهبری والتر ریوتر، رهبر اتحادیه کارگری، «اتحادیه کارگران خودروسازی آمریکا» (UAW)، بزرگ‌ترین حامی مالی و عملیاتی مستقل روز زمین نخست بود. به گفته هایز: «بدون UAW، احتمالاً اولین روز زمین  شکست می‌خورد»

## روز زمین ۱۹۹۰
در ادامه، نلسون به پاس تلاش‌هایش، مدال آزادی ریاست جمهوری را دریافت کرد. نخستین روز زمین عمدتاً در ایالات متحده برگزار شد. اما در سال ۱۹۹۰، دنیس هایز که هماهنگ‌کننده ملی در سال ۱۹۷۰ بود، این رویداد را جهانی کرد و مراسم‌هایی را در ۱۴۱ کشور سازمان‌دهی نمود.

بسیاری از جوامع در قالب «هفته روز زمین» فعالیت‌هایی را به مدت یک هفته برگزار کردند که بر مسائل زیست‌محیطی پیش روی جهان تمرکز داشت.

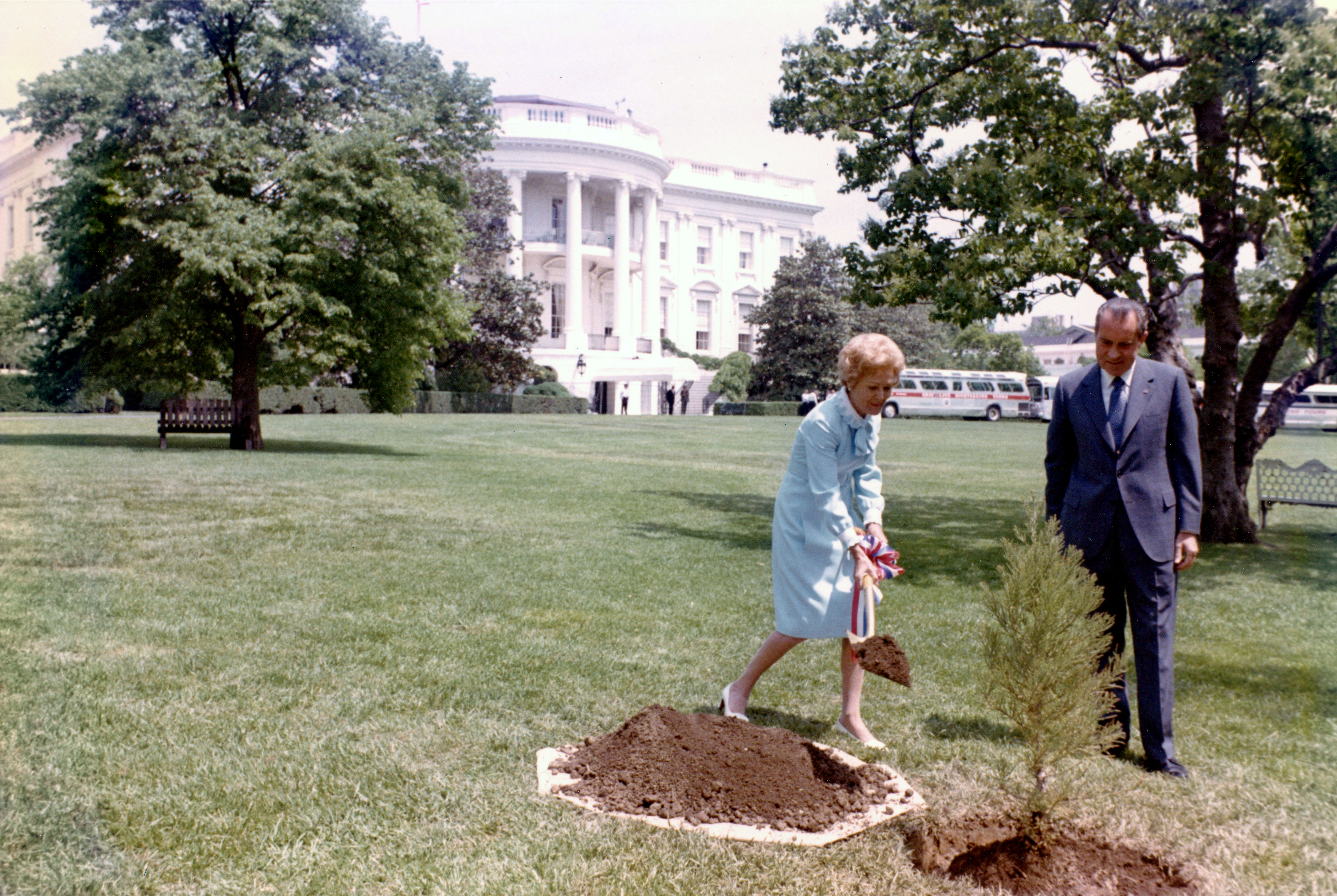
President ریچارد نیکسون و بانوی اول پت نیکسون برای شناخت نخستین روز زمین، درختی را در محوطهٔ چمن کاخ سفید کاشتند.

ریچارد نیکسون و بانوی اول پت نیکسون برای شناخت اولین روز زمین، درختی را در چمن کاخ سفید کاشتند

## ۲۰۱۶

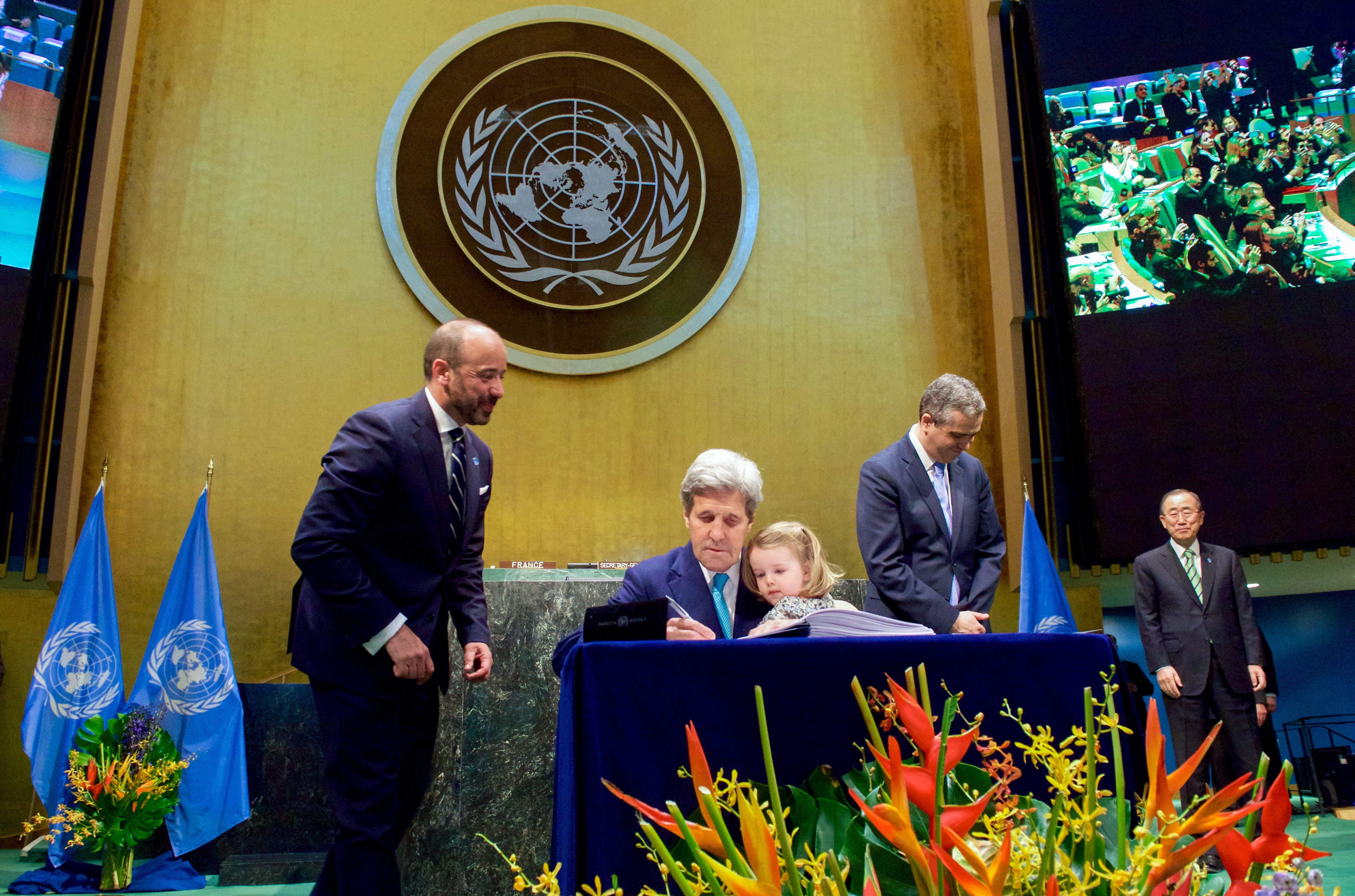
وزیر امور خارجه آمریکا، جان کری+-، به همراه نوهٔ دو سالهٔ خود ایزابل دوبس-هیگینسون در دامان خود و بان کی مون دبیرکل سازمان ملل متحد، طی مراسمی توافق نامهٔ تغییرات اقلیمی COP21 را به نمایندگی از سوی ایالات متحده امضا کردند. در روز زمین، ۲۲ آوریل ۲۰۱۶، در سالن مجمع عمومی سازمان ملل در نیویورک، نیویورک [عکس وزارت امور خارجه / دامنه عمومی](۲۶۵۱۲۳۴۵۴۲۱)

در روز زمین سال ۲۰۱۶، توافق‌نامه تاریخی پاریس توسط ایالات متحده، بریتانیا، چین و ۱۲۰ کشور دیگر امضا شد. این امضا یکی از الزامات اصلی برای اجرایی شدن پیش‌نویس تاریخی معاهده مقابله با تغییرات اقلیمی بود که در سال ۲۰۱۵، در کنفرانس تغییرات اقلیمی سازمان ملل در پاریس، با اجماع ۱۹۵ کشور پذیرفته شده بود.
در روز زمین سال ۲۰۲۰، بیش از ۱۰۰ میلیون نفر در سراسر جهان پنجاهمین سالگرد این روز را گرامی داشتند که از آن به‌عنوان بزرگ‌ترین بسیج آنلاین در تاریخ یاد می‌شود.اولین جشن‌های روز زمین در دو هزار دانشکده و دانشگاه برگزار شد، تقریباً ده هزار مدرسه ابتدایی و متوسطه و صدها اجتماع در سراسر ایالات متحده برپا شد.